# Marcelo Araúz
Marcelo Araúz (Santa Cruz de la Sierra, 20 oktober 1934) is een Boliviaans festivaldirecteur, cultuurpromotor, koorleider en muziekleraar.

## Levensloop
Araúz werd geboren in Santa Cruz de la Sierra en bracht zijn jeugd door op het laagland van El Palmar de las Islas. Hij studeerde sociologie aan de Katholieke Universiteit Leuven in België.
Hij werkte aanvankelijk voor het Franse Alliance française en de Casa de la Cultura Raúl Otero Reiche in Santa Cruz. Daarna werd hij secretaris-generaal voor Asociación Pro Arte y Cultura (Apac), een Boliviaanse organisatie die kunst en cultuur bevordert. Araúz is verder oprichter van het muziekkoor Urubichá Choir dat zich richt op barokmuziek. De barok in de regio van Santa Cruz ontwikkelde zich onder invloed van oude cultuuruitwisselingen met de lokale indiaanse bevolking.
Araúz is directeur van twee jaarlijkse internationale festivals in Bolovia op het gebied van muziek en theater: het Festival Internacional de Música Barroca y Renacentista Misiones de Chiquitos en het Festival Internacional de Santa Cruz de la Sierra.

## Erkenning
Araúz werd meermaals onderscheiden, waaronder in 2002 met de Nederlandse Prins Claus Prijs. In 2003 werd hij bekroond met de hoogste onderscheiding van Bolivia, in de Orden del Cóndor de los Andes (Orde van de Andescondor).